# Brian Griffin
Brian Griffin a Family Guy című amerikai televíziós rajzfilmsorozat szereplője. Bár (többé-kevésbé labrador retriever-hez hasonló) kutyaként van ábrázolva, teljesen antropomorf: szinte mindig két lábon jár, és beszédét is mindenki megérti. Van egy 13 éves fia, Dylan (holott ő maga még csak 8 éves). Eredeti hangja, Seth MacFarlane (aki a sorozat alkotója) nem változtatja el hangját, azaz rendes beszédorgánumát használja, mikor őt beszélteti. Magyar hangja Schnell Ádám. Az alkotó előző sorozatának (Larry shorts) Steve nevű beszélő kutyájából fejlődött ki az ő karaktere. A "Brian élete" (Life of Brian) című epizódban elüti egy autó és meghal, ám a "Karácsonyi csóka" (Christmas Guy) című epizódban Stewie-nak sikerül visszahoznia.

## Személyisége
Brian teljesen beilleszkedett az emberi társadalomba. Korábban kapott állást tanárként, újságíróként, rendőrként, pornófilm-rendezőként és taxisként, rendszeresen létesít szexuális kapcsolatot fajtársaival és emberekkel is, sőt, főiskolára járt és egy rövid ideig az amerikai hadsereg tagja is volt. Intelligens, megfontolt, értelmiségi karakter, de valójában arrogáns és ostoba, például nem tud rendesen válaszolni arra, hogy melyik könyvet olvasta legutóbb, és egyszer megírja az egyetemi felvételit Meg helyett, de az egész osztályból az övé lesz a legrosszabb.
Liberális nézeteket vall és bevallottan ateista. Alkoholproblémai vannak (kedvenc itala a martini), dohányzik, és gyakran fogyaszt marihuánát (aminek legalizálása mellett kiállt a 420 c. epizódban). Ennek ellenére megbízható, erkölcsös és tisztességes. Gyakran olvas újságokat. Folyamatos tevékenysége, hogy könyvét (a sorozat nagy részén át) írja, és – mint később kiderül – története azonos a Vasmadarak című filmmel.
Csak a legritkább esetben viselkedik kutyaként: például ha valami tetszik neki, örömében csóválja a farkát, megugatja a porszívót vagy megijedve négy lábra ereszkedve fut.

## Kapcsolata a Griffin családdal
Az első néhány évadban Peterhez állt a legközelebb, úgy utaltak rá, mint a legjobb barátjára. Később azonban a legtöbb epizódban Stewie-val láthatjuk együtt, és úgy látszik, ő az egyetlen a családban, aki megérti a legkisebb gyerek beszédét.
Brian szerelmes Loisba, ahogy az Brian szerelmes és a Játszd újra, Brian! című részekből kiderül, de ezen kívül többször is utaltak erre a sorozatban. Azonban megpróbálja érzéseit visszafojtani, mivel nem akar ártani Peternek. Az Éppen legális... című epizódban részegen megcsókolta Meget, aki ezt félreértette, és azt hitte, viszonyuk van, de végül tisztázták a félreértést, bár a lány nehezen törődött bele.
Talán Christől áll a legtávolabb a családban, bár egy epizód erejéig tanította őt.

## Halála és visszatérése
Brian a 12. évad 6. részében (Brian élete) meghal, miután elgázolta őt egy autó, és még Stewie sem tudja megmenteni, mivel időgépét nem sokkal korábban elpusztította. Nem sokkal a halála után a család egy új kutyával, Vinny-vel helyettesíti. Később a 12. évad 8. részében (Karácsonyi csóka) Stewie szerzett egy új időgépet, amellyel sikerült megmentenie.

## Érdekességek
- Homoszexuális unokatestvére, Jasper többször is feltűnt már a sorozatban.
- A 420 c. epizódban Peter apósa, Carter Pewterschmidt kiadja regényét "Faster than the speed of love" (magyarul: Az Ámor nyilánál gyorsabban/A szerelemnél is gyorsabban) címmel, de végül egy példány sem kel el belőle.[2] Ezt a művet Brian rengeteg ideig írta, és Stewie gyakran megjegyzést tett is rá, hogy valószínűleg sosem készül el vele. Ugyanakkor az egyik esszéjével díjat nyert a Játszd újra, Brian! c. részben, ám erről kiderült, hogy másolta.[3]
- A leghosszabb kapcsolata egy Jillian nevű nővel volt, akit rendkívül ostobának ábrázoltak. Egy epizódig össze is költöztek.
- Brian tehetséges swingénekes, rendszeresen együtt énekel Frank Sinatra Juniorral.
- A "Brian Writes A Bestseller" című epizódban bebizonyosodik, hogy Brian bal kézzel ír.
- A három egész estés Star Wars paródiában – Blue Harvest, Valami, valami, valami, sötét oldal, Ez egy csapda![4][5] – ő játszotta Chewbacca-t.[6]